# Renault R312
Renault R312 — jeden z najpopularniejszych miejskich autobusów we Francji, produkowany w latach 1987–1997 w ilości ponad 4000 modeli (z czego 1600 autobusów dla Paryża), przez francuski koncern Renault.
Model R312 powstał w wyniku prac nad obniżeniem podłogi w autobusach. Pierwszy prototyp zbudowany został w 1985 roku. Dla obniżenia podłogi silnik umieszczono poziomo na tylnym zwisie, co umożliwiło także dodanie trzecich drzwi. Zastosowane zostały także koła o mniejszym promieniu. Mimo to wejście do wnętrza pojazdu wciąż ograniczał jeden stopień. Uznano to jednak w owych czasach za sukces, który nie miał wtedy naśladowców.
Dlatego nieprędko przystąpiono do budowy autobusu w 100% niskopodłogowego. Dopiero w 1995 roku zaprezentowany został w pełni niskopodłogowy model Agora, a dwa lata później — w 1997 — produkcję R312 zakończono.
Modelami konkurencyjnymi do R312 są Iveco 490, BredaMenarinibus M220 oraz Van Hool A500.
W Polsce największym użytkownikiem R312 jest PKSiS Oświęcim, który obsługuje tymi pojazdami linie podmiejskie. W komunikacji miejskiej natomiast R312 eksploatowane są w Zgierzu i na Górnym Śląsku.